# 劉沁彤
劉沁彤（英文名：Crystal Liu），臺灣資深歌唱指導老師，外號“水晶老師”、“晶晶老師”、“Crystal老師”。外祖父為黃埔軍校二期、台灣前國防部情報局局長張炎元。三歲即學習鋼琴，小學進入私立光仁小學音樂班主修鋼琴，中年級開始學習南胡、聲樂，光仁中學主修長笛，師承前台灣省立交響樂團團長陳澄雄先生，之後移民美國加州，就讀舊金山海沃Tennyson高中，大學就讀USC南加州大學建築系，另選修百老匯演唱及心理學，Sherwood University市場行銷碩士，曾獲南加州歌唱比賽冠軍；Wine and Spirit Education Trust英國葡萄酒與烈酒教育基金會中階專業資格認證。

## 教學經歷
研習SLS（Speech Level Singing）自然發聲歌唱多年，師承美國著名歌手歌唱指導老師Ms. Jodi Sellards，結合歷年研習聲樂及百老匯演唱經驗，融會貫通並加入個人體驗成果，研發「Crystal水晶老師自然發聲輕鬆歌唱」教學法，為亞洲各唱片公司（華研國際音樂、奇蹟唱片、海蝶音樂、海螺音樂）、藝人模特兒經紀公司、流行音樂學院、中國女孩昕薇星學院、阿爾發TPI音樂學院、超級偶像等歌唱比賽相關單位歌唱指導老師。
2004年返台擔任蕭薔《BELLA同名專輯》歌唱指導老師，開始亞洲教學生涯，曾指導：第31屆金曲獎最佳新人獎持修、第13屆全球華語榜中榜「港台最佳新人獎」Tank呂建中、藍又時、華人星光大道冠軍關詩敏、林逸欣、華研女團Popu Lady、榮獲亞洲多項大獎的大馬雙人組Fuying&Sam、林隆璇之子林亭翰、TPI台灣練習生、GSCO全球超級網紅大賽亞軍Yogu Walis幽谷・瓦歷思、超級偶像林利豪、Garden Sister花園精靈（艾倫 & 靜如）、龔詩嘉、唐艾萱......等亞洲多位知名歌手及藝人。

## 經歷
● HoloVision赫旺科技股份有限公司顧問
● Mamelodie樂晶國際總經理
● 湖畔生活 豊耀創意餐飲國際有限公司
股東
● Salon des Beaux-Art du Louvre法國巴黎羅浮宮卡魯塞爾館國際藝術沙龍展推薦人
● WCOPA世界表演藝術錦標賽顧問團
● GSCO全球超級網紅大賽榮譽顧問、台灣賽區主辦單位
● 台北海洋科技大學表演藝術系助理教授
● 社團團法人中華民國就業服務協會理事
● 廣州國際藝術博覽會兩岸文化藝術交流台灣代表
● 前浩客創新發展股份有限公司執行長
● 麥大傑導演大麥國際影像公司股東
● 前SAAANPO美國亞裔非營利機構策略聯盟 亞太區首席代表
● 前東森集團總裁特別助理
● 前Vertex中心點廣告製作公司董事長特別助理
● 前美國Penske Motor Group汽車集團公關行銷
● 前美國世華電視台主播

## 外部連結
- 言舞科技 曝光浮空光學投影技術 台灣好報[]
- Crystal水晶老師的新浪微博
- Crystal水晶老師自然發聲輕鬆歌唱的Facebook專頁
- 廣州國際藝術博覽會 （页面存档备份，存于）
- SAAANPO美國亞裔非營利機構策略聯盟
- 浩客創新發展股份有限公司
- GSCO全球超級網紅大賽 中時電子報 （页面存档备份，存于）